# Kel-Tec P50
 (juillet 2023).
La mise en forme du texte ne suit pas les recommandations de Wikipédia : il faut le « wikifier ».
Les points d'amélioration suivants sont les cas les plus fréquents. Le détail des points à revoir est peut-être précisé sur la page de discussion.
- Les titres sont pré-formatés par le logiciel. Ils ne sont ni en capitales, ni en gras.
- Le texte ne doit pas être écrit en capitales (les noms de famille non plus), ni en gras, ni en italique, ni en « petit »…
- Le gras n'est utilisé que pour surligner le titre de l'article dans l'introduction, une seule fois.
- L'italique est rarement utilisé : mots en langue étrangère, titres d'œuvres, noms de bateaux, etc.
- Les citations ne sont pas en italique mais en corps de texte normal. Elles sont entourées par des guillemets français : « et ».
- Les listes à puces sont à éviter, des paragraphes rédigés étant largement préférés. Les tableaux sont à réserver à la présentation de données structurées (résultats, etc.).
- Les appels de note de bas de page (petits chiffres en exposant, introduits par l'outil «  Source ») sont à placer entre la fin de phrase et le point final[comme ça].
- Les liens internes (vers d'autres articles de Wikipédia) sont à choisir avec parcimonie. Créez des liens vers des articles approfondissant le sujet. Les termes génériques sans rapport avec le sujet sont à éviter, ainsi que les répétitions de liens vers un même terme.
- Les liens externes sont à placer uniquement dans une section « Liens externes », à la fin de l'article. Ces liens sont à choisir avec parcimonie suivant les règles définies. Si un lien sert de source à l'article, son insertion dans le texte est à faire par les notes de bas de page.
- La présentation des références doit suivre les conventions bibliographiques. Il est recommandé d'utiliser les modèles {{Ouvrage}}, {{Chapitre}}, {{Article}}, {{Lien web}} et/ou {{Bibliographie}}. Le mode d'édition visuel peut mettre en forme automatiquement les références.
- Insérer une infobox (cadre d'informations à droite) n'est pas obligatoire pour parachever la mise en page.

Pour une aide détaillée, merci de consulter Aide:Wikification.
Si vous pensez que ces points ont été résolus, vous pouvez retirer ce bandeau et améliorer la mise en forme d'un autre article.
Le Kel-Tec P50 est un pistolet semi-automatique chambré en FN 5,7 × 28 mm conçu et produit aux États-Unis par Kel-Tec en 2021.

## Histoire
En décembre 2020, une image d'une couverture de magazine présentant le P50 a été divulguée sur KTOG, un forum en ligne dédié à la firme Kel-Tec et ces produits. L'image annonçait que le pistolet serait alimenté par un chargeur de 50 cartouche de 5,7 × 28 mm, et il est décrit comme « le Kel-Tec le plus unique à ce jour ». L'image s'est ensuite propagée au reste de l'Internet, et coïncide avec le dépôt du nom « P50 » par Kel-Tec en février 2020.
En janvier 2021, le site officiel de Kel-Tec a révélé des détails sur le P50, indiquant que l'arme allait commencer à être livrée en mars 2021, avec un prix conseillé par le fabricant de 995 $ à l'origine.

## Conception
Le P50 est un pistolet semi-automatique alimenté par les mêmes chargeurs que le pistolet-mitrailleur belge FN P90. Comme le P90, les cartouches sont tournées à un angle de 90 degrés du magasin dans la chambre via un système intégré au chargeur lui-même. Un rail Picatinny est situé sur la partie supérieure, et un deuxième rail est situé sous le chargeur. Le poids de détente est de 5 lb (22N),. Le canon et les pièces mobiles sont en acier, avec un cadre en polymère pour réduire le poids,. Le P50 a un canon inhabituellement long pour une arme de poing, ce qui contribue à améliorer sa vitesse initiale. À neuf pouces, il fait plus du double de la longueur du canon du FN Five-seven (qui chambre la même munition que le P50) et seulement un pouce de moins que le canon du P90.
Kel-Tec a déclaré qu'il n'avait aucunement intention de créer des bretelles ou d'autres accessoires pour le P50, laissant le marché secondaire « faire son taf ». À 50 m, le P50 a un groupement de tir moyen de 1,5 pouces (38,1 millimètres). La culasse est plus longue que celle des armes de poing moyennes, ce qui aide à réduire le recul et qui rend le P50 « beaucoup plus précis que les pistolets mitrailleurs 9 × 19 mm Parabellum de 9 mm ou leurs sosies semi-automatiques ». Avec une bretelle attachée, le P50 peut toujours effectuer des tirs précis à des distances allant jusqu'à 100 m environ.

## Variantes

### R50
En 2023, Kel-Tec a conçu une variante du P50 qui est un fusil nommée R50, avec une crosse supplémentaire et un canon plus long, pour une longueur totale de 30,5 pouces (774,7 millimètres).

## Réception
Shooting Illustrated a qualifié le P50 de « plutôt volumineux pour une arme de poing », mais a noté que cette augmentation de taille lui donnait une meilleure performance balistique pure et une meilleure capacité de chargeur que les autres armes de poing et qu'il pouvait être utilisé dans la défense à domicile comme une alternative plus compacte à un fusil de chasse ou un fusil à pompe. Ils ont qualifié la queue de détente de « remarquable », et ont noté son léger recul, et ont déclaré que, malgré l'encombrement, le P50 était un « concurrent sérieux » pour d'autres modèles de 5,7 × 28 mm tels que le FN Five-seven et le Ruger-57.
Le National Interest a fait l'éloge du faible recul, des options de personnalisation grâce aux différents rails et système d'approvisionnement « unique en son genre », le décrivant comme « unique, digne d'intérêt et le nouveau pistolet le plus cool de 2021 ».